# Heungnam-dong
Heungnam-dong (koreanska: 흥남동) är en stadsdel i staden Gunsan i provinsen Norra Jeolla i den sydvästra delen av Sydkorea, 180 km söder om huvudstaden Seoul.